# België op de Europese kampioenschappen atletiek 2010
België nam deel aan de Europese kampioenschappen atletiek 2010, in het Spaanse Barcelona, vertegenwoordigd door 32 atleten, het tweede grootste aantal ooit. Er deden even veel (16) mannen als vrouwen mee aan dit kampioenschap.

## Deelnemers
| Onderdeel          | Mannen                                                                            | Vrouwen                                                                      |
| ------------------ | --------------------------------------------------------------------------------- | ---------------------------------------------------------------------------- |
| 200 m              |                                                                                   | Olivia Borlée                                                                |
| 400 m              | Jonathan Borlée Kevin Borlée Arnaud Destatte                                      |                                                                              |
| 800 m              | Andreas Smout Jan Van Den Broeck                                                  |                                                                              |
| 1500 m             | Kristof Van Malderen Kim Ruell                                                    | Lindsey De Grande                                                            |
| 10.000 m           | Monder Rizki                                                                      |                                                                              |
| 3000 m steeple     | Pieter Desmet Krijn Van Koolwijk                                                  |                                                                              |
| 100 m horden       |                                                                                   | Eline Berings Elisabeth Davin Anne Zagré                                     |
| 400 m horden       | Michaël Bultheel Stef Vanhaeren Nils Duerinck                                     | Élodie Ouédraogo                                                             |
| Hoogspringen       |                                                                                   | Tia Hellebaut Hannelore Desmet                                               |
| Hink-stap-springen |                                                                                   | Svetlana Bolshakova                                                          |
| Zevenkamp          |                                                                                   | Sara Aerts                                                                   |
| Tienkamp           | Hans Van Alphen                                                                   |                                                                              |
| 4x100 m            |                                                                                   | Frauke Penen Hanna Mariën Olivia Borlée Élodie Ouédraogo                     |
| 4x400 m            | Jonathan Borlée Kevin Borlée Arnaud Destatte Cédric Van Branteghem Antoine Gillet | Elke Bogemans Wendy Den Haeze Axelle Dauwens Lindsy Cozijns Élodie Ouédraogo |

## Resultaten

### Mannen
| Event               | Atleten                                                                                         | Reeksen   | Reeksen | Halve finale      | Halve finale      | Finale            | Finale            |
| Event               | Atleten                                                                                         | Resultaat | Ranking | Resultaat         | Ranking           | Resultaat         | Ranking           |
| ------------------- | ----------------------------------------------------------------------------------------------- | --------- | ------- | ----------------- | ----------------- | ----------------- | ----------------- |
| 400 m               | Jonathan Borlée                                                                                 | 45.91     | 6 Q     | 44.71 (NR, EL)    | 1 Q               | 45.35             | 7                 |
| 400 m               | Kevin Borlée                                                                                    | 45.71     | 2 Q     | 45.32             | 7 Q               | 45.08             | Goud              |
| 400 m               | Arnaud Destatte                                                                                 | 46.42     | 18 Q    | 46.38             | 18                | Niet doorgestoten | Niet doorgestoten |
| 800 m               | Andreas Smout                                                                                   | 1:52.04   | 27      | Niet doorgestoten | Niet doorgestoten | Niet doorgestoten | Niet doorgestoten |
| 800 m               | Jan Van Den Broeck                                                                              | 1:51.79   | 25      | Niet doorgestoten | Niet doorgestoten | Niet doorgestoten | Niet doorgestoten |
| 1500 m              | Kim Ruell                                                                                       | 3:42.94   | 16      |                   |                   | Niet doorgestoten | Niet doorgestoten |
| 1500 m              | Kristof Van Malderen                                                                            | 3:42.80   | 14      |                   |                   | Niet doorgestoten | Niet doorgestoten |
| 10000 m             | Monder Rizki                                                                                    |           |         |                   |                   | Opgave            | Opgave            |
| 400 m hurdles       | Michaël Bultheel                                                                                | 50.48     | 11 Q    | 50.60             | 11                | Niet doorgestoten | Niet doorgestoten |
| 400 m hurdles       | Nils Duerinck                                                                                   | 50.89     | 15 Q    | 50.46             | 9                 | Niet doorgestoten | Niet doorgestoten |
| 400 m hurdles       | Stef Vanhaeren                                                                                  | 50.71 PB  | 13 q    | 50.86             | 12                | Niet doorgestoten | Niet doorgestoten |
| 3000 m steeplechase | Pieter Desmet                                                                                   | Opgave    | Opgave  |                   |                   | Niet doorgestoten | Niet doorgestoten |
| 3000 m steeplechase | Krijn Van Koolwijk                                                                              | 8:33.00   | 15      |                   |                   | Niet doorgestoten | Niet doorgestoten |
| 4x400 m relay       | Jonathan Borlée Kevin Borlée Arnaud Destatte Nils Duerinck Antoine Gillet Cédric Van Branteghem | 3:03.49   | 1 Q     |                   |                   | 3:02.60           | Brons             |

| Decathlon        | Event      | Hans van Alphen | Hans van Alphen | Hans van Alphen |
| Decathlon        | Event      | Resultaat       | Punten          | Ranking         |
| ---------------- | ---------- | --------------- | --------------- | --------------- |
|                  | 100 m      | 11.20           | 817             | 19              |
| Verspringen      | 7.26 (SB)  | 876             | 17              |                 |
| Kogelstoten      | 15.08 (SB) | 795             | 4               |                 |
| Hoogspringen     | 1.89       | 705             | 20              |                 |
| 400 m            | 49.44      | 841             | 14              |                 |
| 110 m horden     | 14.89 (SB) | 863             | 12              |                 |
| Discuswerpen     | 47.67 (PB) | 822             | 2               |                 |
| Polsstokspringen | 4.75 (PB)  | 834             | 11              |                 |
| Speerwerpen      | 58.47      | 715             | 11              |                 |
| 1500 m           | 4:21.06    | 804             | 3               |                 |
| Finale           |            |                 | 8072 (PB)       | 5               |

### Vrouwen
| Event         | Atleet                                                      | Reeksen    | Reeksen | Halve finale      | Halve finale      | Finale            | Finale            |
| Event         | Atleet                                                      | Resultaat  | Ranking | Resultaat         | Ranking           | Resultaat         | Ranking           |
| ------------- | ----------------------------------------------------------- | ---------- | ------- | ----------------- | ----------------- | ----------------- | ----------------- |
| 200 m         | Olivia Borlée                                               | 23.59      | 10 Q    | 23.44             | 13                | Niet doorgestoten | Niet doorgestoten |
| 1500 m        | Lindsey De Grande                                           | 4:10.24 PB | 18      |                   |                   | Niet doorgestoten | Niet doorgestoten |
| 100 m hurdles | Eline Berings                                               | 13.27      | 17      | Niet doorgestoten | Niet doorgestoten | Niet doorgestoten | Niet doorgestoten |
| 100 m hurdles | Elisabeth Davin                                             | 13.12 SB   | 9 Q     | 13.15             | 13                | Niet doorgestoten | Niet doorgestoten |
| 100 m hurdles | Anne Zagré                                                  | 13.31      | 19      | Niet doorgestoten | Niet doorgestoten | Niet doorgestoten | Niet doorgestoten |
| 400 m hurdles | Élodie Ouédraogo                                            | 55.80      | 9 Q     | 58.60             | 16                | Niet doorgestoten | Niet doorgestoten |
| 4x100 m relay | Olivia Borlée Hanna Mariën Élodie Ouédraogo Frauke Penen    | 43.82      | 6 q     |                   |                   | Opgave            | Opgave            |
| 4x400 m relay | Elke Bogemans Lindsy Cozijns Axelle Dauwens Wendy Den Haeze | 3:37.56    | 13      |                   |                   | Niet doorgestoten | Niet doorgestoten |

| Event              | Atleten             | Kwalificatie | Kwalificatie | Finale            | Finale            |
| Event              | Atleten             | Resultaat    | Ranking      | Resultaat         | Ranking           |
| ------------------ | ------------------- | ------------ | ------------ | ----------------- | ----------------- |
| Hink-stap-springen | Svetlana Bolshakova | 14.33        | 7 Q          | 14.55 (NR)        | Brons             |
| Hoogspringen       | Hannelore Desmet    | 1.83         | 25           | Niet doorgestoten | Niet doorgestoten |
| Hoogspringen       | Tia Hellebaut       | 1.92         | 12 Q         | 1.97 SB           | 5                 |

| Zevenkamp    | Event      | Sara Aerts | Sara Aerts | Sara Aerts |
| Zevenkamp    | Event      | Results    | Points     | Rank       |
| ------------ | ---------- | ---------- | ---------- | ---------- |
|              | 100 m      | 13.38      | 1068       | 3          |
| Hoogspringen | 1.74       | 903        | 13         |            |
| Kogelstoten  | 13.13      | 736        | 14         |            |
| 200 m        | 24.62      | 922        | 9          |            |
| Verspringen  | 6.17       | 902        | 11         |            |
| Speerwerpen  | 40.30 =PB  | 673        | 17         |            |
| 800 m        | 2.15.90 PB | 880        | 13         |            |
| Finale       |            | 6084 PB    | 12         |            |

Albanië · Andorra · Armenië · Azerbeidzjan · België · Bosnië en Herzegovina · Bulgarije · Cyprus · Denemarken · Duitsland · Estland · Finland · Frankrijk · Georgië · Gibraltar · Griekenland · Groot-Brittannië · Hongarije · Ierland · IJsland · Israël · Italië · Kroatië · Letland · Liechtenstein · Litouwen · Luxemburg · Macedonië · Malta · Moldavië · Monaco · Montenegro · Nederland · Noorwegen · Oekraïne · Oostenrijk · Polen · Portugal · Roemenië · Rusland · San Marino · Servië · Slovenië · Slowakije · Spanje · Tsjechië · Turkije · Wit-Rusland · Zweden · Zwitserland